# پاولوس کونتیدس
پاولوس کونتیدس (یونانی: Παύλος Κοντίδης؛ زادهٔ ۱۱ فوریهٔ ۱۹۹۰) قایقران قایق بادبانی اهل قبرس است.
وی در مسابقات کشوری و بین‌المللی در مجموع برندهٔ ۲ مدال طلا، ۲ مدال نقره شده‌است.